# Hermetia inflata
Hermetia inflata är en tvåvingeart som först beskrevs av Walker 1858.  Hermetia inflata ingår i släktet Hermetia och familjen vapenflugor. Inga underarter finns listade i Catalogue of Life.